# Serling Tso
Serling tso, aussi appelé lac Siling (chinois simplifié : 色林错 ; pinyin : Sèlín Cuò ; tibétain : སེར་གླིང་མཚོ, Wylie : ser gling mtsho, pinyin tibétain : Sêling Co, THL : Serling Tso ou Zéling tso ཟེ་ལིང་མཚོ, ze ling mtsho, Sêling Co, zéling tso) est un lac de la région autonome du Tibet, au nord du Xian de Xainza sur le plateau du Changtang. Le lac de 2 391 km2, situé à 4 725 m d'altitude, a remplacé le lac sacré bouddhiste de Namtso comme le plus grand du Tibet en 2014. L'augmentation de la surface du lac de Serling est liée au réchauffement climatique qui augmente la fonte des glaciers, la pluviométrie et le dégel du sol entraînant la disparition de pâturages et d'habitations
Pendant la période la plus froide de l'année, tous les ans, se forment 67 cm de glace à sa surface.